# André Rötheli
André Rötheli (* 12. Oktober 1970 in Hägendorf) ist ein ehemaliger Schweizer Eishockeyspieler. Zwischen 2012 und 2015 war er Sportdirektor bei den Kloten Flyers, zwischen April 2018 und März 2019 war er Cheftrainer.

## Karriere
André Rötheli spielte zuletzt in der Saison 2006/07 beim SC Bern. Vorher war er beim EV Zug und beim HC Lugano tätig. Rötheli gehörte zu den älteren Spielern im Schweizer Eishockey, seine Fähigkeiten waren jedoch unbestritten. André Rötheli verfügte über feine Hände und war vor allem in den Playoffs stets für ein wichtiges Tor gut. Man nannte ihn in Bern auch Mister-Playoff. "Roots" war zudem robuster Center, der das Spiel zu gestalten versuchte. Sein Handgelenk "Laser" war in der NLA unerreicht und bemerkenswert.
Am 9. April 2007 ging für ihn mit dem letzten Meisterschaftsspiel im Finale der Schweizer Meisterschaft gegen den HC Davos seine Karriere zu Ende. Der SC Bern verlor die Serie unglücklich.
Endgültig verabschiedete sich Rötheli bei einem Abschiedsspiel am 18. August 2007 im Kleinholz-Stadion in Olten, wo er mit einer Auswahl aus Prominenten und Eishockey-Spielern gegen das NLB-Team des EHC Olten spielte.
Ab der Saison 2015/2016 war er Trainer der Elite-A-Junioren der Kloten Flyers. Anfang April 2018 übernahm er in der Nachfolge des beurlaubten Kevin Schläpfer das Traineramt bei Klotens abstiegsbedrohter Mannschaft in der National League. Anfang März 2019 wurde er beurlaubt.

## Erfolge und Auszeichnungen
- 1988 Aufstieg in die Nationalliga A mit dem EHC Olten
- 1998 Schweizer Meister mit dem EV Zug
- 2003 Schweizer Meister mit dem HC Lugano
- 2004 Schweizer Meister mit dem SC Bern

### International
- 1990 Aufstieg in die A-Gruppe bei der Junioren-B-Weltmeisterschaft
- 1990 Bester Torschütze der Junioren-B-Weltmeisterschaft
- 1990 Topscorer der Junioren-B-Weltmeisterschaft